# Halmstads Stuveri AB

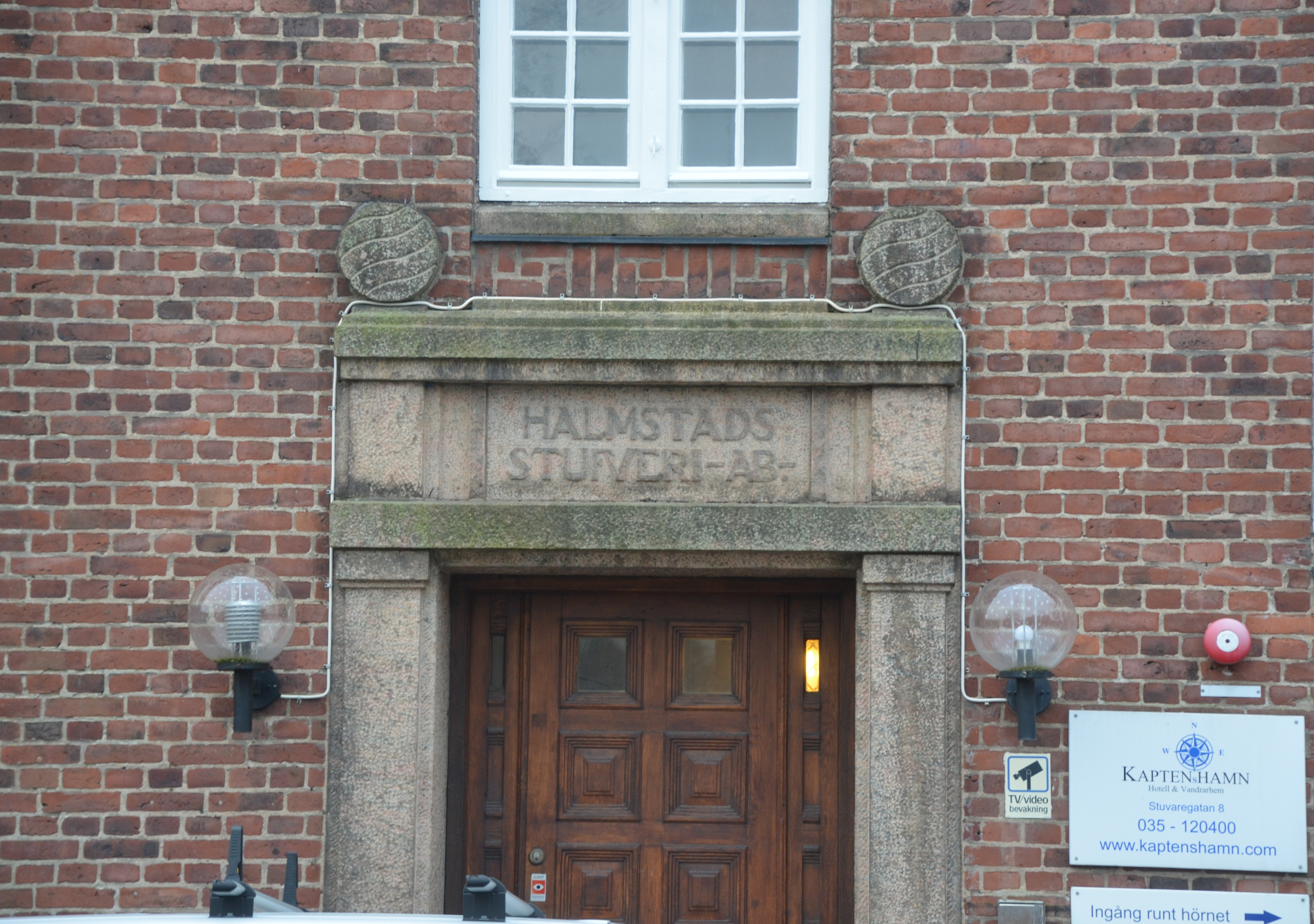
Entrén till Stuveribolagets hus

Halmstads Stuveri AB bildades 1908 av privata köpmän i Halmstad, med Johan A Andersson som den första direktören. Han var chef till 1948, och efterträddes av sonen Torsten Andersson.
Bolagets verksamhet är att ombesörja lossning och lastning av fartyg, bil och järnväg. 
Halmstads stad ville på 1960-talet inför stora investeringar i hamnen genom Hamnförvaltningen ha insyn i Stuveribolaget. Staden köpte 1963 25 % av aktierna. En sammanslagning med hamnen diskuterades 1984, men blev inte av. År 1988 ombildade staden sin hamnförvaltning till ett aktiebolag, som samverkade med stuveribolaget genom att hamnverksamheten drevs under gemensam ledning, medan båda bolagen fortsatte att finnas.
År 1991 slogs bolagen ihop till Halmstads Hamn och Stuveri AB, med Halmstads kommun som delägare. På 1990-talet ökade kommunen sin ägarandel, och 2009 köpte Halmstads kommun ut de sista privata ägarna: speditören AB Th. Schele, Skandiatransport och saltimportören Hanson & Möhring, varpå företagsnamnet ändrades 2011 till Halmstads Hamn AB. I januari 2013 slogs Halmstads hamn AB ihop med Varbergs hamn AB till Hallands hamnar.